# Murena

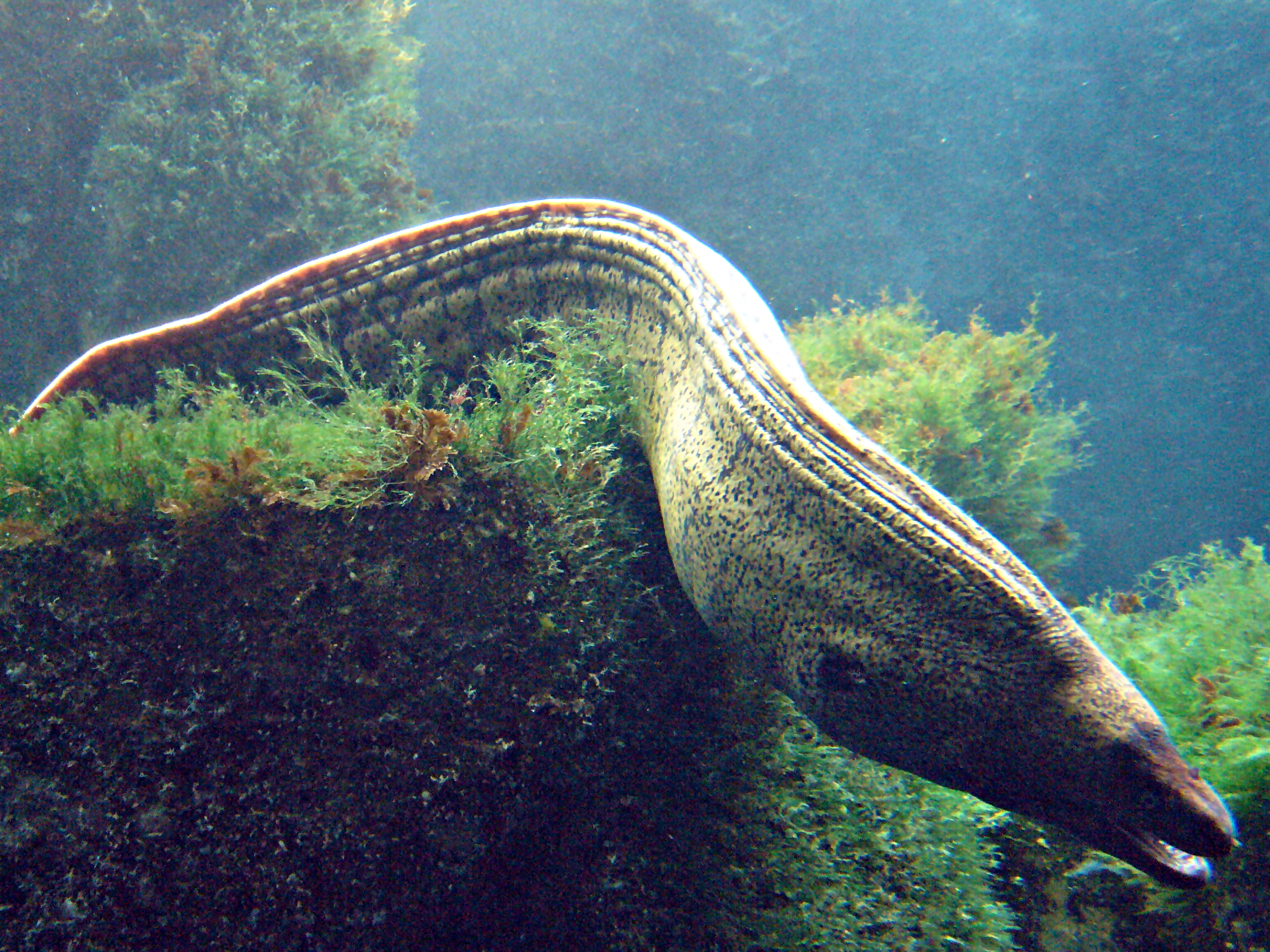
Muraena helena

Murena (Muraena helena) este un pește din familia Muraenidae.

## Activitatea murenei
Mulți o confundă cu un șarpe marin, însă murena este un pește. Ea face parte din același grup cu anghila. Cele mai mari (ating o lungime de 1,5 m, 15 kg) și cele mai colorate sunt murenele din recifele de corali. Murena este solitară și nocturnă. Când se lasă seara, ea începe să-și caute hrana (crustacee, pești, caracatițe). În timpul zilei, ea stă ascunsă într-o gaură de recif sau sub stânci. Poziția ei favorită este: cu corpul ascuns, cu capul scos afară din adăpost și cu gura deschisă (fără gura deschisă nu poate respira). Dinții săi se văd foarte bine atunci, dându-i o înfățișare fioroasă. Le produce răni foarte grave scafandrilor dacă e deranjată sau dacă confundă degetele scafandrilor cu brațele unei caracatițe. Din fericire, ea nu este agresivă (ba chiar este timidă) și astfel de accidente se întâmplă foarte rar.